# Fra Moriale
Giovanni Moriale d‘Albarno (eigentlich Jean Montréal du Bar),  Fra Moriale (auch Morreale), (* in Narbonne; † 29. August 1354 in Rom) war ein Militärführer im Italien des 14. Jahrhunderts.  Fra Monreale war ein Prior und Truppenführer der Johanniter und wurde einer der erfolgreichsten Söldnerführer in der Mitte des 14. Jahrhunderts.
Er trat in die Dienste Karls von Durazzo, beteiligte sich an den Unruhen in Neapel nach der Ermordung des Ehemanns der Königin Johanna I. von Neapel, Andreas von Ungarn (1345), und trat später an die Seite Ludwigs I. von Ungarn. Dafür verbündete er sich mit den Anführern der Magna societas, Werner von Urslingen und Konrad von Landau, zunächst bei der Plünderung der nördlichen Teile Apuliens; gemeinsam verfügten sie über 10.000 Mann und schlugen 1349 die zahlenmäßig weit unterlegenen Ritter Ludwigs von Tarent.
Fra Monreale „forderte und bekam 150.000 Goldflorin von Venedig für einen Feldzug gegen Mailand. In einem einzigen Jahr, 1353, presste er Rimini 50.000, Florenz 25.000 und Pisa und Siena 16.000 Goldflorin ab.“ (Tuchman, S. 159). Als Fra Monreale nach Rom ging, um rückständige Soldzahlungen einzukassieren, ließ Cola di Rienzi ihn vor Gericht stellen und am 29. August 1354 hinrichten.